# Lacrosse in België
Lacrosse in België is ontstaan in 2008, voor deze datum was er enkel een jeugdteam van de internationale school te Brussel.
In oktober 2008 hebben 5 geïnteresseerden in Rijmenam een introductie gekregen van de ELF (European Lacrosse Foundation) waarna deze de eerste mannenploeg van België hebben opgericht, de Red Rhinos. Een jaar later telde deze club al 45 leden. Lacrosse was toen in België in opmars en in het land kwamen er verscheidene clubs bij. Hieronder worden ze opgesomd in orde van oprichting.

## Lacrosseclubs in België
Clubs met een (mannen)jeugdteam worden aangeduid met °
- Red Rhinos (Bonheiden) °
- Ghent Goblins (Gent)
- Buggenhout Bees (Buggenhout)
- Antwerp Armadillos Lacrosse (Antwerpen)
- Braine Lions (Eigenbrakel) °
- ISB Raiders (Watermaal-Bosvoorde) ° --> enkel jeugd
- Machelen Minotaurs (Machelen) °
- Namur Knights (Namen)
- De Pinte Vikings (De Pinte)° --> enkel jeugd
- Brussels Beavers (Woluwe)°
- Leopards Lacrosse (Leuven)°
- Oupeye Foxes (Oupeye)
- Bruges Bulls (Brugge)°

Voormalige clubs
- Antwerp Knights (Antwerpen)
- Halligators (Halle)
- Heist Hunters (Heist-op-den-berg)

## Vrouwen lacrosseclubs in België
- Ghent Gazelles (Gent)
- Buggenhout Bees (Buggenhout)
- Braine Bengals (Eigenbrakel)
- Brussels Bobcats (Woluwe)
- Leopards Lacrosse (Leuven)
- Namur Amazones (Namen)
- Machelen Medusas (Machelen)
- Oupeye Foxettes (Oupeye)

Voormalige clubs
- Heist Hunters (Heist-op-den-berg)
- Antwerpen Armadillos Ladies (Antwerpen)
- Red Rhinos Ladies (Bonheiden)

## Competitie
In 2009 werd in België de eerste mannencompetitie georganiseerd waar de Red Rhinos het opnamen tegen de Ghent Goblins, de Red Rhinos gingen lopen met de eerste Belgische titel. In 2011 volgde de eerste vrouwencompetitie. Tot op heden bestaat er nog geen jeugdcompetitie.
In 2014-2015 werd nieuwkomer Brussel Beavers kampioen na een finale tegen Ghent Goblins op de Gentse velden.

## Belgian Lacrosse Federation
In 2009 is de Belgian Lacrosse Federation (BLF) opgericht. De BLF is de nationale federatie die zorgt voor de organisatie van de competitie, opleiding van de scheidsrechters en het behaar van alle leden. Daarnaast staat ze in voor het beheer van de nationale teams en hun omkadering.
Sinds 2017 is de BLF opgenomen door het Belgisch Olympisch en Interfederaal Comité BOIC

## Internationale prestaties
In 2012, 3 jaar na de opstart van de competitie, nam voor het eerst een mannelijke nationale selectie deel aan het Europees kampioenschap dat plaatsvond in Amsterdam. Dit onder leiding van coach Greg Murawski. In 2014 volgde hun deelname aan het Wereldkampioenschap te Denver (VS).
In 2014, drie jaar na de opstart van de vrouwencompetitie nam voor het eerst een nationaal vrouwenteam deel aan het Europees Kampioenschap voor vrouwen. Ze eindigden 16de onder toezicht van coaches Samantha North en Seraphine Aelterman. In 2017 nam het vrouwenteam (de Red Pumas) deel aan het wk vrouwen in Surrey, waar ze niet verder geraakten dan plaats 24. In 2022 deden ze niet mee aan het wk.